# Scopula alfierii
Scopula alfierii là một loài bướm đêm trong họ Geometridae.